# Altamont (Band)
Altamont ist eine Rockband aus San Francisco im US-Bundesstaat Kalifornien. Sie wurde 1994 von Melvins-Schlagzeuger Dale Crover sowie Joey Osbourne und Dan Southwick von der Stoner-Doom-Band Acid King gegründet. Der Name der Gruppe leitet sich vom Altamont Free Concert ab. Die ersten beiden Alben erschienen 1998 und 2001 bei Man’s Ruin Records, das dritte Album 2005 bei AntAcidAudio.

## Stil
In einer Besprechung zum Album The Monkees' Uncle schrieb Joachim Hiller vom Ox-Fanzine, dass der Stil der Band nahe am Klang der Melvins wäre und als weitere Einflüsse u. a. The Stooges, ZZ Top und Neil Young zu erkennen seien.

## Veröffentlichungen
(nur Alben)
- 1998: Civil War Fantasy (Man’s Ruin Records, Wiederveröffentlichung 2014 auf Valley King Records)
- 2001: Our Darling (Man’s Ruin Records, Wiederveröffentlichung 2014 auf Valley King Records)
- 2005 The Monkees' Uncle (AntAcidAudio)